# Son La
Son La (vietnamita: Sơn La) é uma província do Vietnã.